# Jedidja Be’eri
Jedidja Be’eri (hebr. ידידיה בארי, ang. Yedidia Be'eri, ur. 30 stycznia 1931 w Bytomiu, zm. 1 lipca 2004 w Izraelu) – izraelski prawnik i polityk, w latach 1974–1977 poseł do Knesetu z listy Likudu.

## Życiorys
Urodził się 30 stycznia 1931 w Bytomiu. W 1938 roku udało mu się wraz z rodziną opuścić III Rzeszę i wyemigrować do Palestyny pozostającej wówczas pod zarządem brytyjskim.
Był członkiem młodzieżowej syjonistycznej organizacji Bejtar i bojownikiem walczącego z Arabami Irgunu. Brał udział w wojnie o niepodległość Izraela (1948–1949), podczas której został ranny. W Tel Awiwie ukończył liceum, a następnie studia prawnicze na Uniwersytecie Telawiwskim, po których rozpoczął pracę w zawodzie. Był jednym z przywódców młodzieżówki partyjnej Ogólnych Syjonistów, następnie – po połączeniu Syjonistów z Partią Progresywną – działał w Partii Liberalnej. Pracował jako stały konsultant prawny oraz zasiadał w fotelu szefa zarządu Malrazu – publicznej izraelskiej instytucji odpowiedzialnej za walkę z zanieczyszczeniem powietrza i hałasem.
W latach 1967–1969 był przewodniczącym ruchu „Młody Izrael”. Jako zwolennik koncepcji  Wielkiego Izraela  został jednym z przywódców, założonego po wojnie sześciodniowej, Ruchu na Rzecz Wielkiego Izraela.
Po kolejnych aliansach partyjnych politycznych – powstaniu bloku wyborczego Liberałów i Herutu – Gahal, a następnie po połączeniu się Gahalu z Ruchem na rzecz Wielkiego Izraela oraz Wolnym Centrum i Listą Państwową, Be’eri kontynuował swoją działalność polityczną w powstałym w 1973 Likudzie. Z listy tego ugrupowania po raz pierwszy i jedyny dostał się do izraelskiego parlamentu w wyborach parlamentarnych w grudniu tego roku. Od 21 stycznia 1974 zasiadał w ławach ósmego Knesetu. Podczas trwającej do 13 czerwca 1977 kadencji Likud pozostawał w opozycji do rządów Goldy Meir i Icchaka Rabina, a Be’eri pracował w dwóch parlamentarnych komisjach: spraw publicznych oraz spraw wewnętrznych i środowiska. W następnych wyborach, pierwszych zwycięskich dla prawicy w Izraelu, mandatu nie zdobył
W 1992 ukazała się po hebrajsku jego książka Ḥa-sziwuto szel szem (חשיבותו של שם).
Zmarł 1 lipca 2004 w Tel Awiwie, w wieku 73 lat. Został pochowany na cmentarzu Kirjat Sza’ul.